# Sergueï Berezine
Pour les articles homonymes, voir Berezine.
Sergueï Ievguenevitch Berezine (en russe : Сергей Евгеньевич Березин), né le 5 novembre 1971 à Voskressensk en URSS et mort le 26 juin 2024, est un joueur professionnel russe de hockey sur glace qui jouait au poste d'ailier.

## Biographie
En 1990, il commence sa carrière au Khimik Voskressensk dans le championnat d'URSS. Il est repêché par les Maple Leafs de Toronto au 256e rang (10e tour) lors du repêchage d'entrée dans la LNH 1994.
Il représente l'équipe de Russie au niveau international après avoir participé aux sélections jeunes d'URSS.
Il meurt le 26 juin 2024 à l'âge de 52 ans.

## Transactions
- 22 juin 2001 : échangé aux Coyotes de Phoenix en retour de Mikael Renberg ;
- 25 janvier 2002 : échangé aux Canadiens de Montréal en retour de Brian Savage, d’un choix de 3e tour au repêchage 2002 (Matt Jones) et d’un choix conditionnel de repêchage ;
- 30 juin 2002 : échangé aux Blackhawks de Chicago pour un choix de 4e tour au repêchage 2004 (James Wyman) ;
- 11 mars 2003 : échangé aux Capitals de Washington pour un choix de 4e tour au repêchage 2004 (choix échangé plus tard aux Flyers de Philadelphie qui sélectionnent Michael Anderson) ;
- 11 décembre 2003 : signe au CSKA Moscou (Championnat de Russie de hockey sur glace) en tant qu'agent libre.

## Trophées
- Meilleur buteur de la saison et des séries éliminatoires de la DEL en 1995-1996 ;
- Sélectionné dans l'équipe des recrues de la saison 1996-1997 de la LNH.

## Statistiques
| Saison           | Équipe                 | Ligue            |     | Saison régulière | Saison régulière | Saison régulière | Saison régulière | Saison régulière |    | Séries éliminatoires | Séries éliminatoires | Séries éliminatoires | Séries éliminatoires | Séries éliminatoires |
| Saison           | Équipe                 | Ligue            | PJ  | B                | A                | Pts              | Pun              | PJ               | B  | A                    | Pts                  | Pun                  |                      |                      |
| 1990-1991        | Khimik Voskressensk    | URSS             | 30  | 6                | 2                | 8                | 4                | -                | -  | -                    | -                    | -                    |                      |                      |
| 1991-1992        | Khimik Voskressensk    | Superliga        | 36  | 7                | 5                | 12               | 10               | -                | -  | -                    | -                    | -                    |                      |                      |
| 1992-1993        | Khimik Voskressensk    | Superliga        | 38  | 9                | 3                | 12               | 12               | -                | -  | -                    | -                    | -                    |                      |                      |
| 1993-1994        | Khimik Voskressensk    | Superliga        | 40  | 31               | 10               | 41               | 16               | -                | -  | -                    | -                    | -                    |                      |                      |
| 1994-1995        | Kölner Haie            | DEL              | 43  | 38               | 19               | 57               | 8                | 18               | 17 | 8                    | 25                   | 14                   |                      |                      |
| 1995-1996        | Kölner Haie            | DEL              | 45  | 49               | 31               | 80               | 8                | -                | -  | -                    | -                    | -                    |                      |                      |
| 1996-1997        | Maple Leafs de Toronto | LNH              | 73  | 25               | 16               | 41               | 2                | -                | -  | -                    | -                    | -                    |                      |                      |
| 1997-1998        | Maple Leafs de Toronto | LNH              | 68  | 16               | 15               | 31               | 10               | -                | -  | -                    | -                    | -                    |                      |                      |
| 1998-1999        | Maple Leafs de Toronto | LNH              | 76  | 37               | 22               | 59               | 12               | 17               | 6  | 6                    | 12                   | 4                    |                      |                      |
| 1999-2000        | Maple Leafs de Toronto | LNH              | 61  | 26               | 13               | 39               | 2                | 12               | 4  | 4                    | 8                    | 0                    |                      |                      |
| 2000-2001        | Maple Leafs de Toronto | LNH              | 79  | 22               | 28               | 50               | 8                | 11               | 2  | 5                    | 7                    | 2                    |                      |                      |
| 2001-2002        | Coyotes de Phoenix     | LNH              | 41  | 7                | 9                | 16               | 4                | -                | -  | -                    | -                    | -                    |                      |                      |
| 2001-2002        | Canadiens de Montréal  | LNH              | 29  | 4                | 6                | 10               | 4                | 6                | 1  | 1                    | 2                    | 0                    |                      |                      |
| 2002-2003        | Blackhawks de Chicago  | LNH              | 66  | 18               | 13               | 31               | 8                | -                | -  | -                    | -                    | -                    |                      |                      |
| 2002-2003        | Capitals de Washington | LNH              | 9   | 5                | 4                | 9                | 4                | 6                | 0  | 1                    | 1                    | 0                    |                      |                      |
| 2003-2004        | CSKA Moscou            | Superliga        | 16  | 1                | 3                | 4                | 14               | -                | -  | -                    | -                    | -                    |                      |                      |
| Totaux LNH       | Totaux LNH             | Totaux LNH       | 502 | 160              | 126              | 286              | 54               | 52               | 13 | 17                   | 30                   | 6                    |                      |                      |
| Totaux Superliga | Totaux Superliga       | Totaux Superliga | 130 | 48               | 21               | 69               | 52               | -                | -  | -                    | -                    | -                    |                      |                      |
| Totaux DEL       | Totaux DEL             | Totaux DEL       | 88  | 87               | 50               | 137              | 16               | 18               | 17 | 8                    | 25                   | 14                   |                      |                      |